# اوبرهاگ
اوبرهاگ (به آلمانی: Oberhaag) یک منطقهٔ مسکونی در اتریش است که در لیبنیتس واقع شده‌است. اوبرهاگ ۳۵٫۸۹ کیلومتر مربع مساحت دارد ۳۲۳ متر بالاتر از سطح دریا واقع شده‌است.